# 河内和泉
河内 和泉（かわち いずみ、3月29日 - ）は、日本の漫画家、イラストレーター。大阪府出身。女性。
ペンネームは出身地の大阪の旧国名のうち河内国と和泉国から採ったものである。本名は非公開。
以前は、宙出版等のゲームアンソロジーコミックを中心に活動していた。

## 人物
- 『Kanon』ヒロインの中では特に水瀬名雪がイチオシであるため、宙出版『ツインハートコミックス Kanon』に収録された作品は、ほとんどが名雪をメインにした話である（本人は「一冊にまとまるとは思わなかったので、イチオシの娘ばかり描いていた」と述べている）。そのため、再録集『いずみっしょん〜Kanon&AIR〜』はほぼ「名雪本」となったが、描き下ろし漫画やイラストでも名雪を描くという徹底振りであった。
- 弟を気に入っており、その様子は『機工魔術士-enchanter-』『EIGHTH』の単行本の巻末おまけページで語られている。
- 『EIGHTH』は原稿を航空郵便で送っており、空港まで原稿を運ぶ役を弟は買って出ていた。だが弟は後に就職し、代わりに母親がその役を買って出ていたが、現在も弟は仕事の終了後に河内の仕事場にいる。
- 『機工魔術士-enchanter-』の番外編を執筆するに当たり、本人は単行本一冊分にまとめるつもりだったが、担当編集者に「無理じゃないか」と言われた。また、編集長に番外編を執筆する際に、本編最終巻である第17巻のページ数の一件もあり「河内さんが番外編を描くなら上下2巻になるだろう」と予言されたことを明かしている。本人は「負けられない戦いが男にはある」として一冊に収めるつもりだったが、番外編第1話の時点で102ページ（通常は一話40ページ前後）にもなり、急遽番外編を一話増やすことで上下2巻にすることになった。
- 『機工魔術士-enchanter-』は工学をモチーフにした内容である。
- 『賽ドリル』の原稿を整理するにあたり、仏教を扱った内容で、地蔵菩薩を表す文字が多用されているため、そのまま燃やしたりせず、高野山で焚きあげをするというエピソードを明かした。しかし、高野山に皇族や大企業の供養塔や墓地があることを現地で知り、「とても言い出せる空気ではない」と語っており、実行したかどうかは不明であるが、当時の担当編集者は「何のために来たのかわからない」と語っているシーンがある。
- 『機工魔術士-enchanter-』の番外編執筆中に腹部に激痛が発生し入院。入院中もパソコンを持ち込み執筆作業をしていた。

## 作品リスト

### 漫画
- 機工魔術士-enchanter-（月刊ガンガンWING、全19巻）
- 賽ドリル（月刊ガンガンWING、全2巻）
- EIGHTH（月刊ガンガンJOKER、全16巻）
- いずみっしょん（短編集、2巻）
- この社会主義グルメがすごい!!（原作：内田弘樹、1巻）
- 9-nine-（原作：ぱれっと、がうがうモンスター連載中）

### 挿絵
- 要塞都市の錬生術（著：遭川遭、ガンガンノベルズ）

### メインキャラクターデザイン
- 小説プレビューコミック 要塞都市の錬生術（原作：遭川遭、作画：りすまい、ガンガンONLINE）